# Maison Despić
La maison Despić est située en Bosnie-Herzégovine, sur le territoire de la Ville de Sarajevo. Construite au XVIIe siècle et remaniée ultérieurement, elle est inscrite depuis 2005 sur la liste des monuments nationaux de Bosnie-Herzégovine.
Située au centre du quartier de Baščaršija, la maison est devenue une annexe du Musée de Sarajevo.

## Histoire
L'immeuble a été construit en trois étapes, dont la plus ancienne remonte au XVIIe siècle. 
La famille Despić, propriétaire, orthodoxe, en a fait don à la municipalité ainsi que d'un second immeuble, devenu Musée de Littérature et d'Art théâtral de Bosnie-Herzégovine, quelques rues plus loin.
Les premières représentations de théâtre moderne, de la région y ont eu lieu.
L'immeuble a été rénové à partir de 2005, en partie grâce à un financement de la "Fondation suédoise pour le patrimoine culturel sans frontières".
La partie la plus ancienne de la maison présente les caractéristiques de la culture locale traditionnelle, et de précieuses peintures sur bois restaurées.